# Spunk Library
Spunk Library (també coneguda com a Spunk Press) va ser un arxiu anarquista d'Internet. El nom "spunk" va ser escollit pel significat del terme en suec ("tot el que vulguem que signifiqui"), anglès ("coratge o esperit") i australià ("una persona atractiva"), resumit pel lloc web com "no descriptiu", enèrgic, valent i atractiu".
Segons el bibliotecari anarquista Chuck Munson, la biblioteca va començar com a Spunk Press el 1992. Els col·laboradors fundadors (Ian Heavens, Jack Jansen, Andrew Flood, Iain McKay i els editors de Practical Anarchy Munson i Mikael Cardell) es van conèixer originalment a través d'un fòrum en línia, és a dir, la llista de correu electrònic de discussió sobre l'anarquia de Jansen. La Biblioteca va ser dirigida per un col·lectiu editorial durant la dècada de 1990. No pretenia reemplaçar l'⁣edició impresa, sinó que servia a un aparador que promocionava editors de llibres, diaris i revistes anarquistes.
L'any 1995 ja era l'arxiu anarquista més gran de material publicat catalogat en xarxes informàtiques, tot i que s'enfrontava a un assalt mediàtic acusant-lo de col·laborar amb terroristes com la Facció de l'Exèrcit Roig, de donar instruccions per a la fabricació de bombes i de coordinar la "disrupció en escoles, saqueig de comerços i atacs a empreses multinacionals". La Biblioteca va romandre en gran part inactiva durant la primera dècada dels anys 2000, amb la darrera actualització de la pàgina d'inici el març de 2002.
La Rough Guide to the Internet descriu que la Biblioteca està "organitzada de manera ordenada i amb una autoritat calmada". Chris Atton, que va escriure a Alternative Media (2002) va aclamar el lloc com un "anunci d'anarquisme socialment responsable amb un pedigrí intel·lectual important", i va remarcar que "en un món on l'anarquisme encara és en gran manera ridiculitzat o difamat pels mitjans de comunicació, això és una funció important" i feu una comparació amb el lloc web Infoshop.org.